# Loch Morar
Loch Morar (schottisch-gälisch Loch Mhòrair) ist ein Süßwassersee an der Westküste des schottischen Hochlandes. Er liegt in der Council Area Highland und ist mit einer maximalen Wassertiefe von 310 m der tiefste See der britischen Inseln. Er ist als National Scenic Area unter Schutz gestellt.

## Beschreibung
Loch Morar hat die typisch langgezogene Form eines in der Eiszeit durch Gletscher entstandenen Sees. Er ist circa 19 km lang, aber im Durchschnitt nur etwa 1 km breit. Er verfügt über ein Wasservolumen von 2,3 km³ und ist – gemessen an der Oberfläche von 26,7 km² – der fünftgrößte See Schottlands.
Loch Morar erhält sein Wasser aus zahlreichen Flüssen und Bächen, die an allen Seiten in den See münden. Die größten Zuflüsse sind Meoble, der den See mit Wasser aus dem Loch Bearaid speist, sowie Abhainn Taodhail und Abhainn Ceann-loch-morar. Loch Morar entwässert an seinem Westende über den Morar, der nach etwa einem Kilometer bei der gleichnamigen Ortschaft in die Hebridensee mündet. Das Einzugsgebiet von Loch Morar ist im Vergleich zu anderen schottischen Seen ähnlicher Größe mit 142 km² recht klein. Das Wasser im See ist dementsprechend relativ nährstoffarm, aufgrund der Abgeschiedenheit des Sees aber nahezu vollständig frei von Verunreinigungen.
Die enorme Tiefe des Sees und seine Nähe zum Atlantik bewirken ein besonderes Mikroklima in Ufernähe. Die Winter am Loch Morar sind mild und die Sommer kühl. Dieser Effekt wird einerseits durch die Nähe zum Meer bewirkt. Andererseits hat aber auch das tiefe Wasser im See selbst eine ausgleichende Wirkung. Es kühlt im Winter in geringerem Umfang ab als dies in flacheren Seen der Fall ist und wärmt sich im Sommer entsprechend weniger auf. Loch Morar vereist im Winter nur gelegentlich in Ufernähe, nicht aber an den tieferen Stellen des Sees.

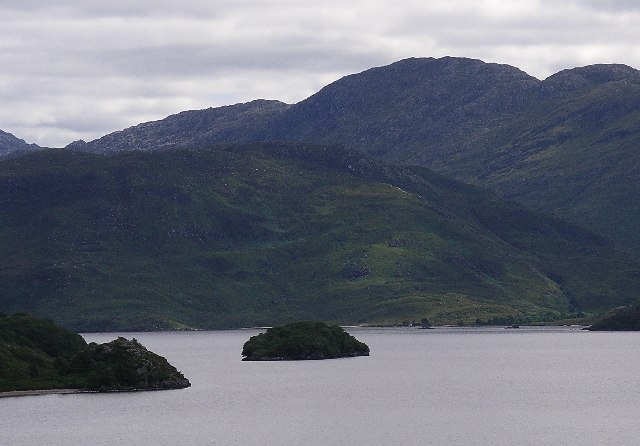
Brinacory Island

Im See befinden sich mehrere unbewohnte – in den meisten Fällen stark bewaldete – Inseln. Im Westen von Loch Morar liegt eine Inselgruppe aus fünf größeren und einigen nur wenige Quadratmeter umfassenden Inseln. Die fünf größeren Inseln heißen Eilean Ban, An t-Eilean Meadhion, Eilean nam Breac, Eilean Ghibbi und Eilean a’´ Phidhir. Etwa in der Mitte des Sees liegen die Inseln Brinacory Island und Eilean Allmha. Ganz im Osten befindet sich Eilean nan Reithean. Loch Morar ist ein Angelgebiet, in dem vor allem von Booten aus gefischt wird. Gefangen werden in erster Linie Forellen und Lachse.
Loch Morar liegt in einem extrem dünn besiedelten Gebiet. Das Südufer des Sees ist heute gänzlich unbewohnt. Am Nordufer befinden sich lediglich im Westen zwei kleine Dörfer, Bracora und Bracorina, welche beide nur aus wenigen Gehöften bestehen. Der östliche Teil des Nordufers ist ebenfalls unbewohnt. Am Westufer des Sees liegt mit Morar ein etwas größeres Dorf, das sowohl mit dem Zug als auch mit dem Auto gut zu erreichen ist. Loch Morar wird nur im Westen von einer gut ausgebauten Straße, der A830, erschlossen. Von dieser aus führt eine kleine Stichstraße ein Stück weit am Nordufer des Sees entlang, endet aber nach wenigen Kilometern kurz hinter Bracorina. Die anderen Uferabschnitte sind nicht mit dem Auto erreichbar. Diese Abgeschiedenheit von Loch Morar war allerdings in früheren Jahrhunderten nicht gegeben. Sie ist vielmehr das Ergebnis der Highland Clearances, der flächendeckenden Einführung der Schafzucht und der Abwanderung der Bevölkerung aus dem für die Landwirtschaft nur wenig geeigneten Gebiet.

## Seeungeheuer
Wie im Fall von Loch Ness wird gelegentlich von einem Seeungeheuer, welches im Loch Morar leben soll, berichtet. Das vermeintliche Seeungeheuer trägt den Namen Mhorag und soll das gleiche Wesen sein wie Nessie. Der Sage nach kündigt die Sichtung von Mhorag den Tod eines Mitglieds des ortsansässigen Zweigs des Clans MacDonald an. Darüber hinaus wird behauptet, dass Loch Morar, durch ein Labyrinth von unterirdischen Gängen, mit den Seen und Flüssen im Great Glen, darunter Loch Ness, verbunden sein soll.

## Trivia
Loch Morar ist Schauplatz von zwei Heftromanen aus der Serie Geisterjäger John Sinclair des deutschen Autors Jason Dark: In den Bänden 56 und 57 („Das Ungeheuer von Loch Morar“ und „Die Zombies“) geht es unter anderem um ein dämonisches Seeungeheuer mit dem Namen Ogur, welches dort sein Unwesen treibt und in Höhlen unter dem See haust.